# Pёtr Lucik
Pёtr Nikolaevič Lucik, o Lucyk (in russo Пётр Никола́евич Лу́цик (Луцык)?; Berezan', 1º gennaio 1960 – Mosca, 28 ottobre 2000), è stato un regista e sceneggiatore sovietico, russo dal 1991.

## Filmografia parziale

### Regista
- Kanun (1989)
- Okraina (1998)